# Stripfestival van Sierre
Het Stripfestival van Sierre (Frans: Festival de BD à Sierre) was een stripfestival in de Zwitserse stad Sierre dat van 1984 tot 2004 werd gehouden.

## Geschiedenis
Le Festival International de la bande dessinée de Sierre werd in 1984 opgericht door de Jonge Economische Kamer van Sierre. De laatste editie vond plaats in 2004. Het festival werd elk jaar in juni gehouden in de gemeente Sierre in de regio Wallis in Zwitserland en trok meer dan 40.000 bezoekers. Het festival was een gelegenheid om prijzen uit te reiken in verschillende categorieën. In 2002 kende het Sierre festival de volgende prijzen toe: de Grand Prix BD de Sierre, de Prix de la découverte, de Prix de l'humour, de Prix coup de cœur en de Prix jeunesse.
Het festival kreeg financiële problemen en de gemeente wilde niet langer garant staan voor de tekorten van het festival. In december 2004 kwam er een einde aan het festival nadat de gemeente had besloten het evenement niet langer financieel te ondersteunen. Het evenement werd te groot en te duur geacht: in de afgelopen jaren bedroeg het budget 1,4 miljoen frank.
Volgens Le Temps merkte een nieuw team onder leiding van Philippe Neyroud dat de formule op zijn retour was en experimenteerde met andere activiteiten, zoals het openstellen voor onafhankelijke labels. Het festivalteam begon zijn financiën op orde te krijgen in 2000, ondanks de terugtrekking van Diffulivre (de Franstalige distributeur), “ontmoedigd door de stagnatie van de inkomsten en de inflatie van de kosten”. In 2002 meldde dezelfde krant dat het herstelprogramma “moeilijker bleek dan verwacht” door de terugtrekking van Diffulivre; Parijs-BD. In 2002 was de opkomst gedaald tot 43.000 bezoekers en Philippe Neyroud verliet het team; verschillende uitgevers, zoals Humanoïdes Associés (afwezig), Delcourt, Dupuis en Casterman, lieten weten terughoudend te zijn. De Salon van Parijs, hoewel op dezelfde datum gehouden, concurreerde nauwelijks met de Salon van Sierre, volgens Le Temps. De editie van 2002 trok ongeveer 44.000 bezoekers en de verkoop “zal ons in staat stellen het gebudgetteerde tekort te beperken tot 40.000 frank”.
Eind 2003 bevonden de financiën van het festival zich in een kritieke toestand, met een tekort van 230.000 frank; de gemeente Sierre kende het festival een eenmalige betaling van 400.000 frank toe “om het evenement te redden”, bovenop de jaarlijkse subsidie (310.000 frank). In december 2004 trok de gemeente de subsidies in. Het festival, dat voor 420.000 euro aan schulden had, werd in 2005 failliet verklaard. Na deze ontbinding organiseerde het stripfestival van Lausanne, BD-FIL, zijn eerste editie in 2005 onder leiding van Pierre-Alain Hug, ex-directeur van het festival van Sierre.
Na meer dan 20 jaar maakte de vereniging FIBD plaats voor een nieuwe vereniging met de naam Sierre secoue la bande dessinée.